# Marc Van Peel
Marc Lodewijk Augusta Van Peel (ur. 18 września 1949 w Wilrijk) – belgijski i flamandzki polityk, nauczyciel i samorządowiec, parlamentarzysta, w latach 1996–1999 przewodniczący flamandzkich chadeków.

## Życiorys
Absolwent historii na Uniwersytecie w Gandawie. W latach 1972–1974 pracował jako nauczyciel w Deinze. Później był zatrudniony w organizacji katolickich skautów VVKSM (1976–1979) i w Konfederacji Chrześcijańskich Związków Zawodowych (1979–1987).
Działacz flamandzkich chadeków – Chrześcijańskiej Partii Ludowej, przekształconej później w ugrupowanie pod nazwą Chrześcijańscy Demokraci i Flamandowie. W latach 1987–1995 i 1999–2003 był posłem do Izby Reprezentantów. Od 1988 do 1991 i od 1992 do 1999 zasiadał w Radzie Flamandzkiej. W latach 1996–1999 stał na czele swojego ugrupowania. Od 2003 do 2007 był członkiem federalnego Senatu.
Zaangażowany również w działalność samorządową. Od 1989 wybierany do rady miejskiej w Antwerpii, w 2001 wszedł w skład zarządu miasta (jako schepen). W wyborach lokalnych w 2012 uzyskał reelekcję, kandydując jako lijstduwer (ostatni na liście).
Oficer Orderu Leopolda (2003).